# Koninkrijk Kroatië (middeleeuwen)
Het koninkrijk Kroatië was een middeleeuws koninkrijk in Europa (925-1102)

## Ontstaan
Tijdens de Grote Volksverhuizing vestigden de Kroaten, een Slavisch volk zich in Galicië (het noordwesten van Oekraïne en het zuiden van Polen). Ze hadden Alaanse invloeden. Vandaar dat hun land, volgens de oude Iraanse gebruiken, opgedeeld werd in Zupa's. Deze waren opgedeeld per familiegroep met een familiecentrum of domena of demana in het Iraans.
Samen met de Avaren en de Bulgaren emigreerden ze in de loop van de 7e eeuw n. Ch. naar de Balkan en het huidige Hongarije. De verschillende partijen zullen door de Byzantijnse keizer meermaals tegen elkaar worden uitgespeeld.
In 804 kwam er eind aan het Avaarse Rijk en werd het onder Karel de Grote en de Bulgaarse khan Kroem verdeeld, met de Donau als grens. In 845 werd het hertogdom Kroatië gesticht door hertog Trpimir en in 925, onder leiding van koning Tomislav, werd Kroatië een koninkrijk.  Na de dood van Petar Svacic (de laatste Kroatische koning) in 1102 sloot Kroatië een verbond met Hongarije.
Het toetreden tot de personele unie van Kroatië met Hongarije, waardoor Kroatië onderdeel werd van de landen van de Heilige Hongaarse Stefanskroon, had belangrijke consequenties.

## Unie met Hongarije
Het land werd geregeerd door een ban in de naam van de koning. Tot 1225 regeerde één enkele ban over heel Kroatië. Daarna kwam er een ban voor Slavonië en een voor Kroatië en Dalmatië samen. In 1476 was er weer één ban.

### Feodalisme
De koning introduceerde een variant van het feodalisme. In ruil voor loyaliteit en steun tegen buitenlandse dreigingen kregen de edelen grote stukken land. Hierdoor kregen de Kroaten meer economische en militaire macht wat uiteindelijk resulteerde in het verzwakken van het Hongaarse koninkrijk. In deze periode werden ook de tempeliers en de hospitaalridders machtig in Kroatië.
In latere tijden probeerde de koning de vroegere macht te herstellen door verschillende privileges te verlenen aan bepaalde steden en van hen koninklijke vrijsteden te maken, naar het voorbeeld van de vrijsteden in het Heilige Roomse Rijk. Deze steden werden beschermd tegen de feodale landheren in ruil voor hun steun aan de koning.
Het gebied kwam ook nog onder de invloed van het huis Anjou te staan maar de Hongaarse macht werd in 1358 hersteld in het Verdrag van Zadar. In 1409 werd een deel van Dalmatië verkocht aan de republiek Venetië.

### Ottomaanse oorlogen
Na de Turkse invasie in Europa werd Kroatië opnieuw een grensgebied tussen twee grootmachten. In 1493 verloor het aanzienlijk grondgebied aan het Ottomaanse Rijk.
De slag bij Mohács in 1526 was een cruciaal punt in de geschiedenis toen de Hongaarse koning Lodewijk II bij deze slag om het leven kwam en de Ottomanen nog meer invloed kregen.